# Massimo Cavaliere
Massimo Cavaliere, född den 21 november 1962 i Neapel, Italien, är en italiensk fäktare som tog OS-brons i herrarnas lagtävling i sabel i samband med de olympiska fäktningstävlingarna 1988 i Seoul.